# Ganatantra Parishad
Il Ganatantra Parishad (GP, dopo il 1967 noto come Swatantra Party) è un partito politico indiano regionale, di base nello stato dell'Orissa.
Il GP nacque subito dopo l'indipendenza dell'India, quando il Partito del Congresso Indiano cominciò a intromettersi negli affari interni degli stati federati. Portando avanti un programma di difesa dell'autonomia locale, il GP ha mantenuto un discreto successo elettorale.
In occasione delle elezioni parlamentari del 1951 riuscì a far eleggere in Orissa cinque suoi candidati: Girdhari Bhoi, Lakshmidhar Jena, Natabar Pandey, P. Subba Rao e il principe Rajendra Narayan Singh Deo, già sovrano dello stato di Patna e primo ministro dell'Orissa dal 1967 al 1971.